# صادق لو (مقاطعة فامنين)
صادق‌لو (بالفارسية: صادق‌لو) هي قرية تقع في قسم بيشخور الريفي (مقاطعة فامنين) في إيران. يقدر عدد سكانها بـ 145 نسمة .